# Hot (песня Аврил Лавин)
«Hot» — третий сингл с третьего альбома Аврил Лавин — The Best Damn Thing — продюсером которого выступил Dr. Luke. Песня написана самой Аврил в соавторстве с её другом Эваном Таубенфильдом. В 2007 году на ежегодной канадской премии MuchMusic Video Awards Лавин сообщила, что планирует снять видеоклип на эту песню, его премьера состоялась 5 октября на Yahoo. Она исполнила песню на MTV Europe Music Awards 2007, а 6 июля в эпизоде The Friday Night Project. Также песня была использована в третьем сезоне телесериала производства MTV — The Hills. Японская версия была выпущена в качестве рингтона, где в припеве английский текст заменялся японским. Аналогично в китайской версии английский текст в припеве заменялся китайским. Количество просмотров на Youtube уже превысило 100 млн.

## Музыкальное видео

кадр из видеоклипа.

В клипе отражается лирическое значение песни во всех смыслах (читать ниже). Действие начинается с того, что полу-замаскированную Лавин в парике встречает огромная толпа людей, в то время как она заходит в клуб в элегантном платье. Затем она, одетая в темную соблазнительную одежду, начинает рассказывать о том, что втайне она хочет быть с парнем. В припеве, когда она уже не сдерживает своих эмоций, она появляется в блестящем зеленом корсете, подготовливаясь к комедийному шоу-бурлеск. В качестве примера, она выпускает свои эмоции только когда одета в что-то наподобие этого корсета. Но когда она одевается в темные тона или замаскировывается, то прячет свои чувства. Ближе к концу песни Лавин появляется в нормальной одежде и откровенно рассказывает о своих эмоциях, под которыми она подразумевает любовь и поцелуи, а не половой контакт. Это появление олицетворяет её открытость и её просьбу для него оставить её «звездный» статус в прошлом, а также является её громким заявлением к нему, чтобы он вместо этого увидел настоящую Лавин, которая хочет от него только любви и никогда его не отпускать.
Клип был срежиссирован Мэттью Ролстоном и снят в Murdoch Hall. Видеопремьера состоялась на Yahoo! Music, VIVA и MTV. Видеоклип «Hot» дебютировал на 1-м месте в топе самых скачиваемых видео в Испании и достиг первой строчки в австралийском iTunes.
Многие фанаты согласились, что это — возможно самый рискованный видеоклип Лавин на сегодняшний день.

## Лирическое содержание
Первый куплет похож на её личный дневник, где она описывает свои чувства. Она тайно допускает, что хочет запереть его в комнате «где никого нет» («when no one’s around»). Тайно «засунуть его руки в её карманы джинсов» («put his hand in her pocket»). Поцеловать его «беззвучно» («without a sound»). Затем она решает, что мнение других не имеет для неё значения и провозглашает «I want to stay this way forever, and I’ll say it loud!» Она признает, что он находится в её голове (или сердце) и для него уже слишком поздно уходить.
Припев представляет собой бунтующее проявление её чувств, и кажется она все это выпустила, прокричав «You make me so hot!» и «You make me want to scream!» Почти в самом конце структура песни приняла драматический оборот, где она объясняет своему возлюбленному о своих чувствах в стороне от публики: «Kiss me gently. Always, I know: Hold me; love me. Don’t ever go.»

## Список композиций
| №  | Название                                     | Длительность |
| -- | -------------------------------------------- | ------------ |
| 1. | «Hot»                                        | 3:23         |
| 2. | «When You're Gone» (Acoustic Version)        | 3:58         |
| 3. | «Girlfriend» (Dr. Luke Remix feat. Lil Mama) | 3:24         |

| №  | Название                             | Длительность |
| -- | ------------------------------------ | ------------ |
| 1. | «Hot»                                | 3:23         |
| 2. | «I Can Do Better» (Acoustic Version) | 3:39         |

| №  | Название                             | Длительность |
| -- | ------------------------------------ | ------------ |
| 1. | «Hot»                                | 3:23         |
| 2. | «I Can Do Better» (Acoustic Version) | 3:39         |
| 3. | «Hot» (Japanese Version)             | 3:23         |

## Продвижение в чартах
Дебютировал на 95 месте в Billboard Hot 100 после двух месяцев с момента издания и сразу же выпал из хит-парада на следующей неделе, став вторым худшим синглом Аврил в США на сегодняшний день (предыдущий неудачный «Fall to Pieces» добрался до 6-й строчки в Bubbling Under Hot 100).
«Hot» стал одним из самых больших хитов Аврил Лавин в Канаде, дебютировав на 42 месте на Canadian Top 40 Radio Chart и на 87 месте в Canadian Hot 100. Тогда эта песня была одной из самых запрашиваемых на радио. Позже достигла 10 строчки в Canadian Hot 100 и стала № 3 на Canadian Top 40 Radio Chart. И в конце концов сингл стал одним из самых продаваемых в 2007 году.
В Австралии, ещё до выхода сингла, «Hot» дебютировала на 42 месте в ARIA Singles Chart и в течение нескольких недель поднялся до 24 места. После выхода официального сингла песня достигла 14 строчки и получила Золотой сертификат за продажи.
«Hot» дебютировал на 51 месте в UK Singles Chart, позже достиг 30 строчки, но через неделю упал до 33 места. Сейчас это худший сингл Лавин в Великобритании, предыдущим был «Nobody's Home», достигший 24 строчки.
«Hot» дебютировал в Америке в январе 2008 на Top 40 radio. В ARC Charts занял 39 место в первую неделю, а затем достиг 37 места (www.rockonthenet.com).

## Чарты
| Чарт (2007)                     | Позиция position |
| ------------------------------- | ---------------- |
| Australian ARIA Singles Chart   | 14               |
| Ö3 Austria Top 40               | 17               |
| Canadian Hot 100                | 10               |
| Czech Republic Airplay          | 10               |
| Dutch Tipparade                 | 15               |
| Germany Singles Top 100         | 26               |
| Irish Singles Chart             | 19               |
| New Zealand RIANZ Singles Chart | 30               |
| Russian Airplay Top 100         | 40               |
| Sweden Singles Chart            | 53               |
| Switzerland Singles Chart       | 61               |
| Turkish Top 20 Chart            | 8                |
| UK Singles Chart                | 24               |
| U.S. ARC Weekly Top 40          | 37               |
| U.S. Billboard Hot 100          | 95               |
| U.S Billboard Pop 100           | 64               |

### Сертификации
| Регион                                                      | Сертификация | Продажи |
| ----------------------------------------------------------- | ------------ | ------- |
| Австралия (ARIA)                                            | Золотой      | 35 000^ |
| ^ Данные о тиражах приведены только на основе сертификации. |              |         |

## Дата выхода сингла
| Регион         | Дата            |
| -------------- | --------------- |
| Канада         | 2 октября 2007  |
| США            | 2 октября 2007  |
| Япония         | 10 октября 2007 |
| Бразилия       | 29 октября 2007 |
| Великобритания | 29 октября 2007 |
| Европа         | 2 ноября 2007   |
| Австралия      | 15 декабря 2007 |